# Martin (général)
Pour les articles homonymes, voir Martin.
Martin ou Martinus est un général byzantin d'origine thrace qui sert dans l'armée byzantine sur plusieurs fronts durant le règne de l'empereur Justinien.
Il commence sa carrière en Mésopotamie en 531 pendant la guerre d'Ibérie. En 533, il participe à la victorieuse bataille de Tricaméron pendant la guerre des vandales en Afrique et y reste actif jusqu'à 536. De 536 à 540, il est en Italie et participe à la guerre des Goths (535–553). En 543-544, il remplace brièvement le général Bélisaire comme magister militum per Orientem, menant la désastreuse invasion de Persarménie pendant la guerre lazique. En 544, il lève Édesse d'un siège des Perses en échange d'or. Ses dernières activités militaires ont lieu entre 551 et 556 dans le Caucase pendant la guerre lazique,.